# Садове (Нивотрудівська сільська громада)
Садо́ве  — село в Україні, в Нивотрудівській сільській територіальній громаді Криворізького району Дніпропетровської області.
Населення — 11 мешканців.

## Географія
Село Садове знаходиться на лівому березі каналу Дніпро — Кривий Ріг. На півдні межує з селом Зоряне, на заході з селом Нива Трудова, на півночі з селом Новоукраїнське, та на заході з селом Олександрівка Широківського району. Поруч проходять автомобільні дороги Н23 і Т 0419.

## Населення
Згідно з переписом УРСР 1989 року чисельність наявного населення села становила 8 осіб, з яких 3 чоловіки та 5 жінок.
За переписом населення України 2001 року в селі мешкало 11 осіб.

### Мова
Розподіл населення за рідною мовою за даними перепису 2001 року:
| Мова       | Кількість | Відсоток |
| ---------- | --------- | -------- |
| українська | 9         | 81.82%   |
| російська  | 2         | 18.18%   |
| Усього     | 11        | 100%     |